# Double Plaidinum
Double Plaidinum es el cuarto álbum de estudio de Lagwagon. Fue coproducido por Ryan Greene, Joey Cape (cantante de Lagwagon), Angus Cooke (The Ataris) y Ken Stringfellow (guitarrista de Lagwagon), y distribuido por Fat Wreck Chords. Es el primer disco de la banda con sus nuevos componentes Ken Stringfellow y Dave Raun, que entraron para sustituir a Shawn Dewey y Derrick Plourde respectivamente.

## Listado de canciones
1. "Alien 8" – 1:50
2. "Making Friends" – 2:15
3. "Unfurnished" – 3:15
4. "One Thing to Live" – 1:28
5. "Today" – 2:04
6. "Confession" – 2:52
7. "Bad Scene" – 1:17
8. "Smile" – 2:05
9. "Twenty-Seven" – 2:29
10. "Choke" – 2:45
11. "Failure" – 2:45
12. "To All My Friends" – 6:01

## Créditos
- Joey Cape - Voz
- Ken Stringfellow - Guitarra
- Chris Flippin - Guitarra
- Jesse Buglione - Bajo
- Dave Raun - Batería

- Datos: Q846917